# Pagoda de plata
La Pagoda de Plata se encuentra en el lado sur del Palacio Real en Chey Chumneah, Nom Pen, Camboya. El nombre oficial es Preah Vihear Preah Keo Morakot (Khmer: ព្រះវិហារ ព្រះកែវមរកត) o  Vihara del Buda Esmeralda y fue construida entre 1885 y 1902 en el estilo de la arquitectura jemer de estructuras de madera durante el reinado del rey Norodom. 
La pagoda fue demolida y reconstruida en 1962 por la reina Sisowath Kossamak. "Preah Vihear Preah Keo Morakot" es un templo que guarda muchos tesoros nacionales tales como: estatuas de Buda hechas de oro, plata, bronce y piedras preciosas, especialmente la estatua de Buda hecha de esmeralda, que todos llaman "Buda Esmeralda" y que fue bendecida en 1965 y luego por las pérdidas en la Guerra de Camboya (1970-1979).

## Historia de la Vihara del Buda Esmeralda
La Vihara del Buda Esmeralda no tenía monjes que le sirvieran, por lo que el rey Norodom Sihanouk se fue a vivir allí durante la construcción durante un año (el día 14 del segundo mes del año, "Kol Nopvasak") correspondiente al 31 de julio de 1947. El rey fue ordenado monje y tomó el Vihara del Crepúsculo Esmeralda como sitio de devoción diaria al Dharma. Debido al hecho de que el templo de Preah Keo Morakot tiene un patriarca como monje, este templo pasó a llamarse "Wat Ubaosoth Preah Chin Rangsey che Norodom Ratanaram" (Khmer: វត្តឧបោសថ ព្រះជិនរង្សីរាជានរោត្ដម រតនារ៉ាម).
Este templo es llamado "Preah Vihear Preah Keo Morakot" debido a una estatua hecha de piedras preciosas con esmeraldas que se guarda en el templo. Los turistas extranjeros le llaman la "Pagoda de Plata" porque todo el piso está cubierto con 5329 baldosas de plata, algunas de sus fachadas exteriores fueron remodeladas con mármol italiano. Cada panel pesa 1125 kg. Hay 1650 artefactos en exhibición en el templo, la mayoría de los cuales son estatuas de Buda hechas de oro, plata, bronce y adornadas con piedras preciosas como diamantes, rubíes y zafiros entre otros. Otro elemento notable es la estatua de oro del Buda Maitreya que pesa 90 kg y que lleva 9584 diamantes, el mayor de los cuales tiene 25 quilates.
La vecindad(?) se remonta al reino Lan Xang de Laos, en la actualidad tiene la misma forma que el Lao Phra Bang, un regalo del Rey de Camboya al Rey Lao Fa Ngam. Cuando el rey de Tailandia invadió Angkor (1352-1357) durante el reinado del rey Soriyavong.
El Buda Maitreya fue producido en los talleres del palacio durante 1906 y 1907 por el rey Sisowath de Camboya. Después de la Guerra civil camboyana, el Buda Maitreya de oro perdió la mayor parte de sus mile de diamantes. La pared que rodea las estructuras está cubierta con murales del Reamker pintados en 1903-1904 por artistas camboyanos dirigidos por el arquitecto de la Pagoda de Plata Oknha Tep Nimit Mak. La leyenda de Preah Ko Preah Keo también está representada por dos estatuas.
Es un Wat notable (templo budista) en Nom Pen; sus terrenos se utilizan para diversas ceremonias nacionales y reales. Los restos cremados de Norodom Sihanouk están enterrados en la estupa de Kantha Bopha ubicada en el recinto del templo.

## La leyenda del Buda Esmeralda
En extractos de un manuscrito de 1911 del explorador francés Félix Gaspard Faraut sobre notas en hojas de palma en la Pagoda de la Provincia de Kandal hace referencia al día del Buda Esmeralda. El Buda Esmeralda estaba alojado en Pataliputra (Khmer: BaliButta) en el 214 a.C. En el siglo II en lo que ahora es la ciudad de Patna, India durante el reinado del rey Milinda-pañja. Después de la Guerra Civil en India, un monje Nagasena en el siglo III o IV, toma el Buda Esmeralda, y lo lleva a la ciudad de Anuradhapura en Sri Lanka. El Buda permanece en Sri Lanka hasta el 563 a. C. El viaje del Buda de Esmeralda continúa cuando la familia real de la "Dinastía Sailendra" se muda a la isla de Java en el siglo VIII.
La familia real "Sailendra" construyó el templo de Buda más grande del mundo, Borobudur. En ese momento, el rey "Srivijaya" en (Khmer: Srey Vichey) de la familia real de "Kaundin" en (Khmer: Kaodin) cerca del Reino de Malayo toma prestado el Buda Esmeralda y los textos budistas con dos barcos. Durante ese tiempo, durante el viaje de regreso se encuentra con una gran tormenta tropical y el barco a la deriva llega al continente Khmer cerca de la (Playa de O Keo) actual Óc Eo, An Giang, Vietnam. El pueblo toma el Buda de Esmeralda y los textos budistas y se los lleva al rey jemer Suryavarman I  1006-1050 d.C. del budismo Mahāyāna. Según la leyenda el rey jemer Suryavarman I comienza a adorar al Buda Esmeralda el Día del Buda de Esmeralda, lo que hizo famoso a Birmania (hoy Myanmar).  El rey Anawrahta (Khmer: Anuratha)) del reino de Pagan le solicita al rey Rey Khmer copiar los textos budistas del budismo Mahayana. muchos reyes después de cien años viviendo el rey "Lompeng Reachea" asciende al trono en 1346, pero él no tenía en su poder las cinco joyas reales que alguien había escondido con el Buda Esmeralda, por lo que en 1349 decide recrear el Buda Esmeralda y las cinco joyas reales. En 1352, 10,500 soldados de Siam invaden la ciudad de Angkor y el rey "Lompeng Reachea" muere en la batalla de Angkor que el rey de Siam denominó "Borom Rama Thibadey", el rey de Siam al vencer destruyó la ciudad de Angkor matando a los miembros de la dinastía de los reyes jemeres y se lleva al Buda Esmeralda a la ciudad de "Tep Borey Mohanokhor" (Lopburi). El rey de Siam luego de su gran victoria  cambia el nombre "Tep Borey Mohanokhor"  a: "Indra Racha" (jemer: en Reachea). Finalmente al cabo de 7 años el nuevo rey jemer "Srey Soriya Vong" reunió tropas con ayuda del reino "Lan Chhang" (Lan Xang) y expulsa al ejército siamés en 1357.
Tras la victoria sobre el ejército siamés, el rey jemer envió de regalo un Buda Maitreya de bronce al rey Lan Xang llamado Fa Ngam (Fa Ngum) y también fundó el verdadero Buda Esmeralda. y la última nota de Buda de Esmeralda con el Rey Khmer "Thoama Reachea" (1373-1380). El rey jemer "Ponhea Yat" o "Borom Reachea I" (1382-1434) regresa para luchar el rey de Siam en "Indra Racha" y le mata 1382. Después de muchas guerras y daños la ciudad de Ankor es difícil de restaurar, y el rey Ponhea Yat decide dejar Angkor en 1387 para asentarse en "Toul Bansan" en la Provincia de Kompung Cham y continuar con el área de "Chak To muk" que es Nom Pen en la actualidad.

## Galería

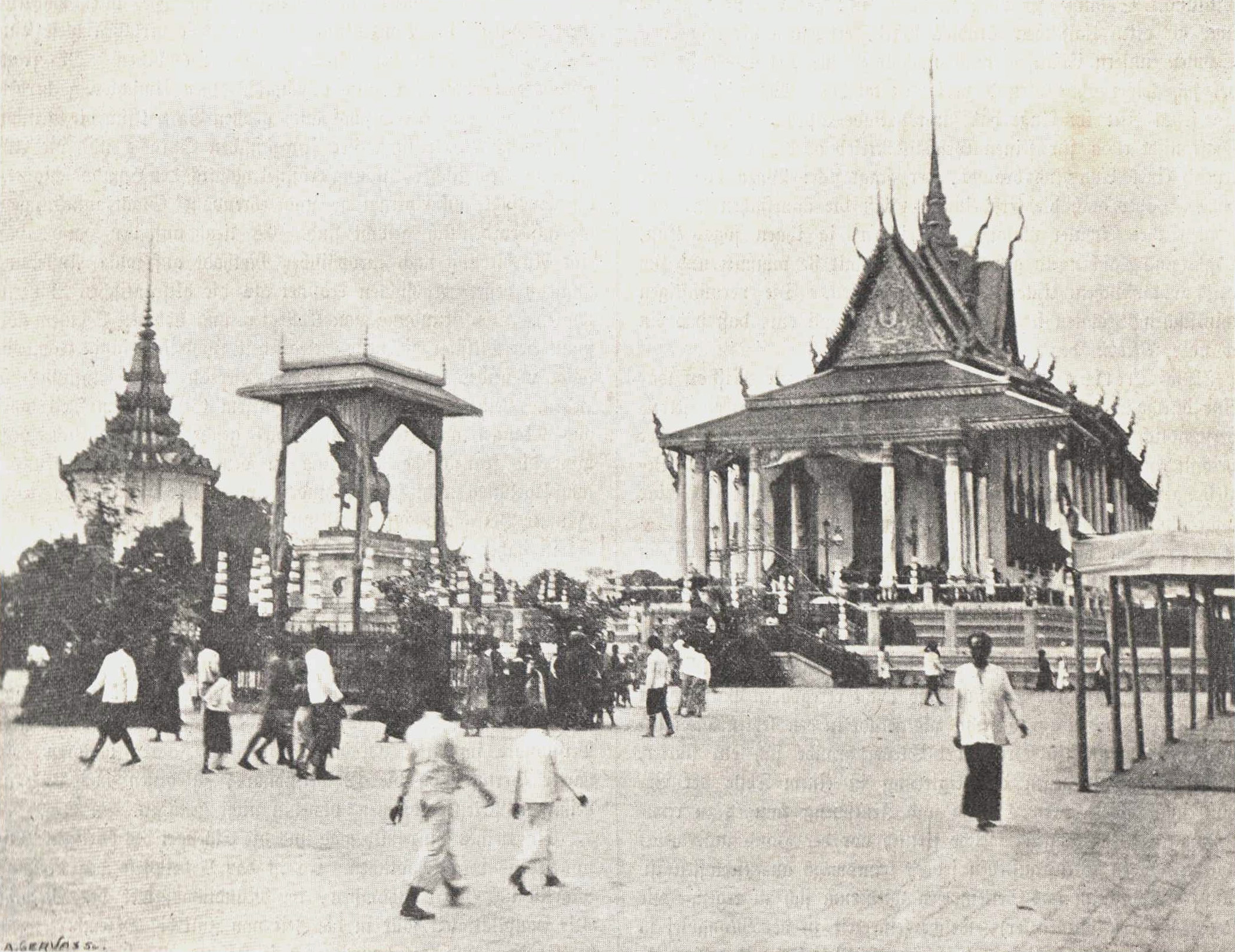
La Pagoda de Plata en 1904